# Leiobunum hoogstraali
Leiobunum hoogstraali is een hooiwagen uit de familie Sclerosomatidae.